# Снайпер (тральщик)
«Снайпер», МТЩ «Снайпер» — советский морской тральщик проекта 266М (шифр «Аквамарин») Черноморского флота ВМФ СССР и Черноморского флота ВМФ России.

## Служба
Морской тральщик «Снайпер» проекта 266М (шифр «Аквамарин») был заложен 13.06.1975 года на Средне-Невском ССЗ (заводской номер № 949). 8.09.1976 года был спущен на воду. 27.11.1976 года вступил в строй и вошел в состав Черноморского флота.
Тральщик входил в состав 68-й бригады кораблей ОВР. Бортовые номера 919.
МТЩ «Снайпер» участвовал в миротворческой операции в зоне грузино-абхазского конфликта, которая проходила в 1993 году по эвакуации беженцев. «Снайпер» взял на борт около 200 беженцев с большим перегрузом. С абхазской стороной была договоренность лишь о трех единицах: «Снайпере», флотском буксире и спасательном судне «Эпрон», а фактически набралось 8 плавсредств, включая прогулочные катера. Сформировался караван с тысячами людей. Из боевых кораблей  имелся один «Снайпер».
Около 20 часов, когда стемнело, командир корабля капитан 3-го ранга Николай Стрепко объявил боевую тревогу. Радиометристы по локации обнаружили две малоразмерные цели, которые следовали на сближение. Их определили как грузинские катера. Последовали вспышки, вероятнее всего, стреляли неуправляемыми ракетами. Медлить было нельзя  ведь на судах каравана были сотни беженцев. Последовала команда на открытие огня. Залпы артиллерийской установки вразумили нападавших. Цели начали уходить. Караван достиг российский порт без потерь.
По итогам 1993 года тральная группа, куда вошли МТЩ «Снайпер», МТЩ «Дизелист» и МТЩ «Рулевой», завоевала переходящий приз главкома ВМФ России.
29 декабря 2004 года корабль был выведен из состава флота и в 2006 году был разделан на металл в Инкермане.

## Командиры
- капитан 3-го ранга Николай Стрепко[2],
- капитан 3-го ранга Алексей Крейтор [1].

## Примечание
1. 1 2 3 4  Морской тральщик "Снайпер". Черноморский флот - информационный ресурс (2024).
2. 1 2 3 4  Владимир Пасякин. Малые, да удалые // Красная звезда : газета. — 2009. — 15 апрель.